# K.u.k. Sappeure

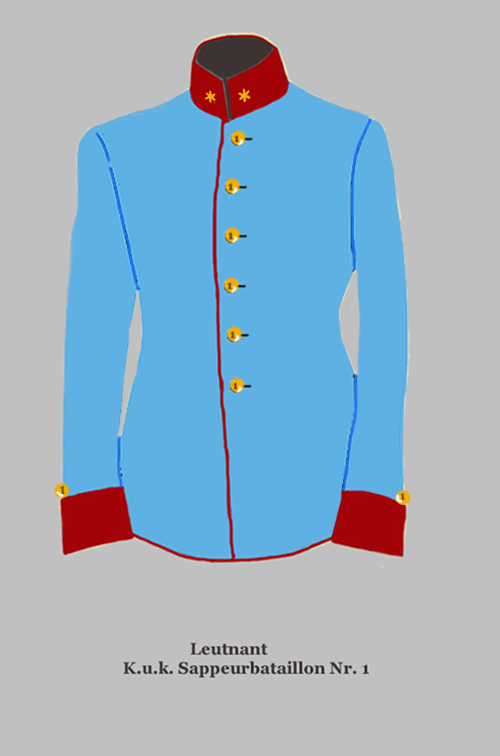
Leutnant K.u.k. Sappeure

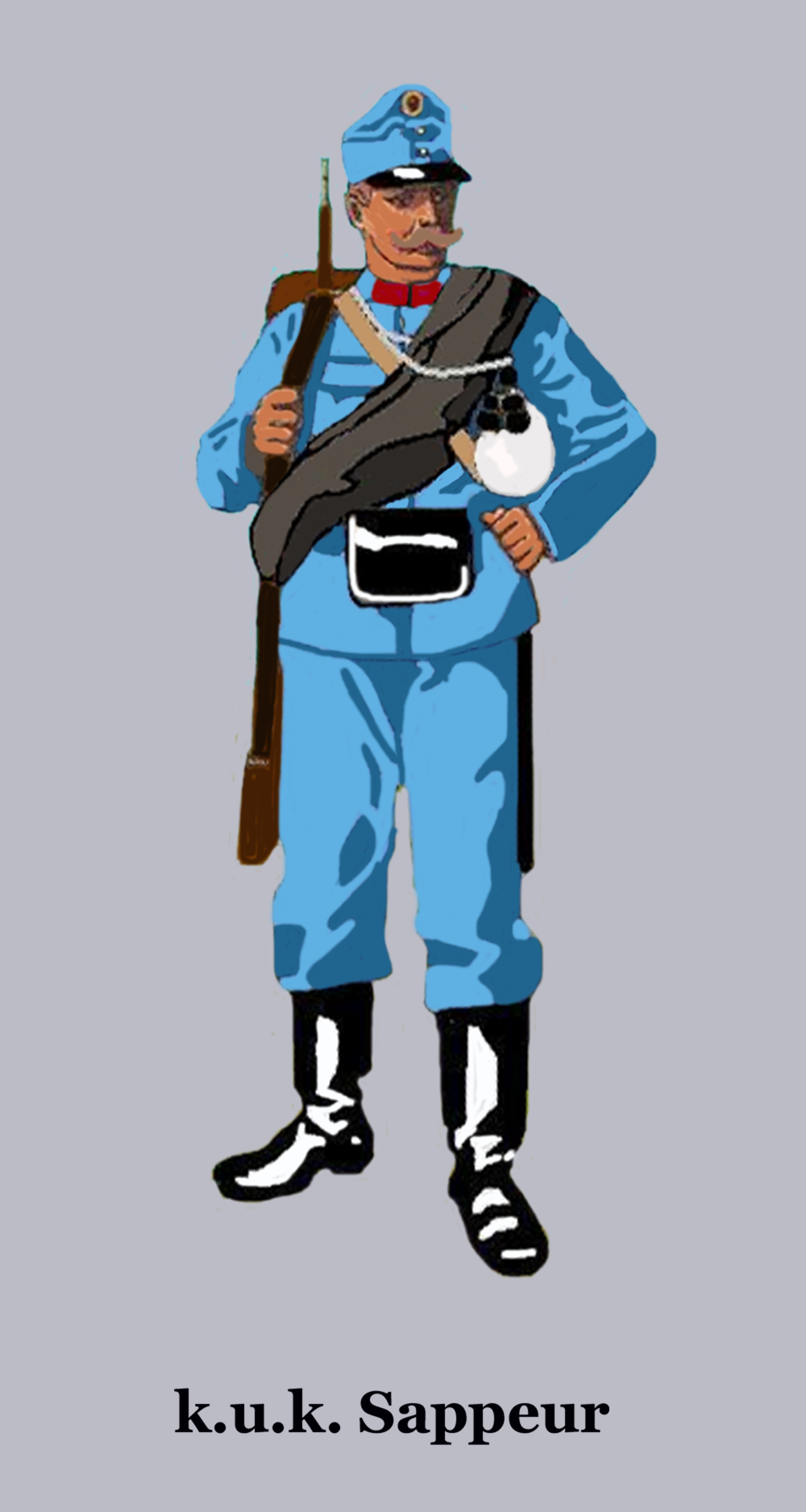
K.u.k. Sappeur w mundurze marszowym

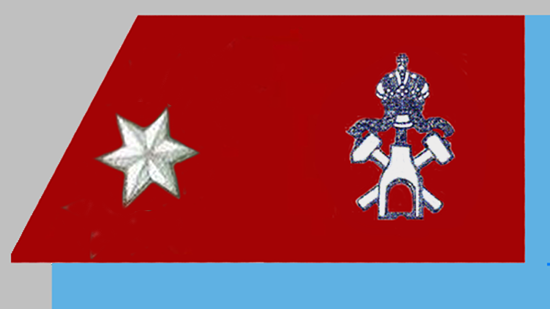

K.u.k. Sappeure – oddziały saperów c. i k. Armii, sformowane w 1912 na bazie pododdziałów wyłączonych z formacji c. i k. Pionierów.

## Bataliony saperskie w 1914
Batalion Saperów Nr 1
(niem. Sappeurbataillon Nr. 1)
Sformowany w 1912 z 1., 2. i 3. kompanii Batalionu Pionierów Nr 9
Podległość taktyczna: 24 Brygada Piechoty w Tarnowie należąca do 12 Dywizji Piechoty
Narodowości: 50% Polacy - 23% Niemcy - 23% Czesi - 4% Inni
Garnizon Kraków na terytorium 1 Korpusu, koszary (niem. Pion. Barackenkaserne) przy ul. Montelupich (18 listopada 1918 przemianowane na koszary Stefana Batorego)
Komendant: mjr Vinzenz Reimer
por. rez. Zdzisław Józef Groele
Batalion Saperów Nr 2
(niem. Sappeurbataillon Nr. 2)
Sformowany: 1912 - II Korpus Armijny - 50 Brygada Piechoty
Narodowości: 82% Niemcy - 18% Inni
Garnizon: Krems an der Donau
Komendant: Major Rudolf Herkner
Oficerowie:
por. rez. Bronisław Teodor Emil Czyżek
por. rez. Julius Raab
- Batalion Saperów Nr 3 w Gorycji

Narodowości: 48% Niemcy - 45% Słoweńcy - 7% Inni
- Sappeurbataillon Nr. 4

Sformowany: 1912 - III Korpus Armijny – 12 Brygada Piechoty
Narodowości: 20% Niemcy - 74% Węgrzy - 6% Inni
Garnizon: Villach
Komendant: Major Franz Wagner
- Sappeurbataillon Nr. 5

Sformowany: 1912 - V Korpus Armijny - 66 Brygada Piechoty
Narodowości: 40% Niemcy - 32% Węgrzy - 23% Słoweńcy - 5% Inni
Garnizon: Komaróm
Komendant: Major Friedrich Jobst von Ruprecht
- Sappeurbataillon Nr. 6

Sformowany: 1912 - III Korpus Armijny – 55 Brygada Piechoty
Narodowości: 72% Węgrzy - 28% Inni
Garnizon: Pula
Komendant: Major Carl Müller
- Sappeurbataillon Nr. 7

Sformowany: 1912 – VII / XIII / XV Korpus Armijny
Narodowości: 53% Węgrzy - 25% Niemcy - 22% Inni
Garnizon: Sarajewo
Komendant: Major Rudolf Conrad
- Sappeurbataillon Nr. 8

Sformowany: 1912 – XIV Korpus Armijny – 96 Brygada Piechoty
Narodowości: 73% Czesi - 26% Niemcy - 1% Inni
Garnizon: Rovereto
Kommandeur: Oberstleutnant Franz Schmidt
- Sappeurbataillon Nr. 9

Sformowany: 1912 - XIV Korpus Armijny - 96 Brygada Piechoty
Narodowości: 66% Czesi - 31% Niemcy - 3% Inni
Garnizon: Riva del Garda
Komendant: Major Joseph Lichtblau
- Batalion Saperów Nr 10 w Przemyślu

- Sappeurbataillon Nr. 11

Sformowany: 1912 – XI Korpus Armijny – 21 Brygada Piechoty
Narodowości: 32% Polacy - 48% Rusini - 20% Inni
Garnizon: Lwów
Komendant: Oberstleutnant Hugo Haluska
Batalion Saperów Nr 12
(niem. Sappeurbataillon Nr. 12)
Sformowany: 1912 - XII Korpus Armijny – 69 Brygada Piechoty
Narodowości: 50% Węgrzy - 36% Rumuni - 14% Inni
Garnizon: Alba Iulia (Gyulafehérvár)
Komendant: Major Zdenko Dvořák
Oficerowie:
kpt. Antoni Lukas
kpt. Bolesław Siwiec
kpt. Zdzisław Zahaczewski
- Sappeurbataillon Nr. 13

Sformowany: 1912 - XIII Korpus Armijny - 13 Brygada Piechoty
Narodowości: 86% Serbowie/Chorwaci - 14% Inni
Garnizon: Osijek (Esseg)
Komendant: Major Otto Jenker
- Sappeurbataillon Nr. 14

Sformowany: 1912 - XIV Korpus Armijny – 121 Brygada Piechoty
Narodowości: 98% Niemcy - 2% Inni
Garnizon: Twierdza Trydent (Trient)
Komendant: Major Ferdinand Korb